# Kinesisk smygsångare
Kinesisk smygsångare (Locustella tacsanowskia) är en liten asiatisk flyttfågel i familjen gräsfåglar inom ordningen tättingar.

## Utseende och läte
Kinesisk smygsångare är en 14 centimeter lång oansenlig brunaktig fågel. Ovansidan är gråbrun, undersidan ofta med gulaktig anstrykning och bleka spetsar på undre stjärttäckarna. Vissa individer har små fläckar på nedre delen av strupen. Sången är ett raspigt, insektsliknande: dziip-dziip-dzipp-....

## Utbredning och systematik
Kinesisk smygsångare häckar i östra Ryssland (Krasnojarsk österut genom Transbajkal till Chabarovskregionen) och närliggande norra Mongoliet samt i nordöstra, centrala och södra delarna av Kina (söderut till östra Qinghai, sydvästra Gansu, Sichuan och Guanxi). Vintertid flyttar den till södra och sydöstra Asien, men exakta vinterkvarteren dåligt kända på grund av få observationer. Den behandlas som monotypisk, det vill säga att den inte delas in i några underarter.

### Släktestillhörighet
Arten placerades tidigare i Bradypterus, men har liksom övriga asiatiska arter i släktet visat sig stå närmare Locustella och inkluderas numera däri.

### Familjetillhörighet
Gräsfåglarna behandlades tidigare som en del av den stora familjen sångare (Sylviidae). Genetiska studier har dock visat att sångarna inte är varandras närmaste släktingar. Istället är de en del av en klad som även omfattar timalior, lärkor, bulbyler, stjärtmesar och svalor. Idag delas därför Sylviidae upp i ett flertal familjer, däribland Locustellidae.

## Levnadssätt
Arten häckar i höglänta ängsmarker, mellan 2800 och 3600 meters höjd. Vintertid påträffas den i vassbälten, gräs- och buskmarker och risfält. Liksom sina släktingar är den ensamlevande och håller sig väl gömd. Den födosöker på eller nära marken efter insekter. Fågeln häckar från mitten av juni till slutet av juli, möjligen tidigare längre söderut. Boet placeras på marken.

## Status och hot
Arten har ett stort utbredningsområde och en stor population med stabil utveckling och tros inte vara utsatt för något substantiellt hot. Utifrån dessa kriterier kategoriserar internationella naturvårdsunionen IUCN arten som livskraftig (LC). Världspopulationen har inte uppskattats men den beskrivs som lokalt vanlig.

## Namn
Fågelns vetenskapliga namn hedrar den polska zoologen och samlaren Władysław Taczanowski (1819-1890).